# Cronaca fiorentina di Marchionne di Coppo Stefani

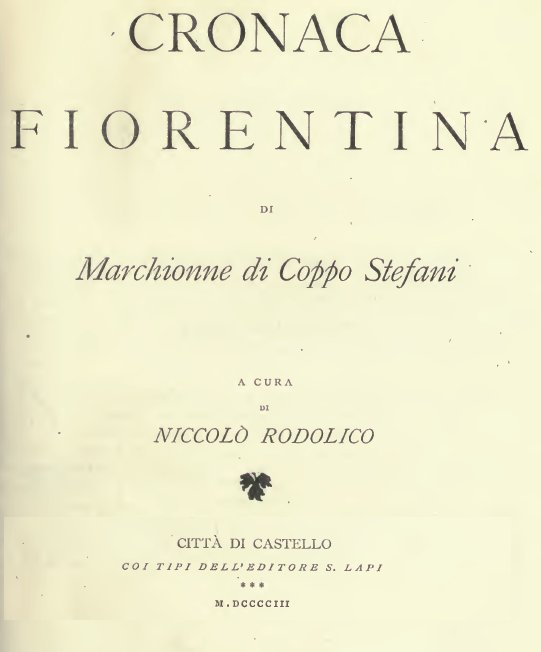
Cronaca fiorentina di Marchionne di Coppo Stefani
Carátula de la edición de 1903 de Rodolico

La Cronaca fiorentina di Marchionne di Coppo Stefani (español: Crónica florentina de Marchionne di Coppo Stefani) escrita por Baldassarre Bonaiuti es considerada hoy como una de las mejores obras escritas sobre la Peste Negra en Florencia en el año 1348. Es la única obra literaria conocida obra de Bonaiuti. Estaba escrita en latín vulgar. No hay información sobre cuándo pudo haber comenzado su trabajo, pero le dedicó mucho tiempo en su retiro desde aproximadamente 1378 hasta su muerte, un período de siete años.
La Cronaca fiorentina no es solo una historia detallada de la Peste Negra en Florencia, sino también una historia de los grupos políticos florentinos y las ambiciones políticas de los individuos. Bonaiuti enfatiza la ruptura económica en Florencia durante el siglo XIV que fue el resultado de la peste bubónica. La Crónica es una obra didáctica, así como un registro histórico detallado de Florencia hasta 1386.

## Ediciones
La primera edición de la crónica fue de Ildefonso di San Luigi (1724-1792), que tenía a su disposición cuatro códices de la obra. Niccolò Rodolico, al preparar una nueva edición, pudo referirse a otros siete códices, el más antiguo de los cuales data de unos veinticinco años después de la muerte de Bonaiuti. La edición de Rodolico se publicó en 1903.

## Contenido
En la primera página de su Crónica, Bonaiuti declara, de su idioma elegido y su investigación:
"Mientras que aquellos que quieran leer verán una historia ordenada y sistemática del pasado, si se deleitan en eso, para que el futuro pueda tomar el ejemplo del pasado, y para que tanto el profano como el alfabetizado puedan tomar el fruto de mi vida. trabajos, escribo en latín vulgar  ... dedico tiempo y cuidado a encontrar libros y otros escritos ..." 
La Crónica da parte de la historia de la familia Bonaiuti, ubicando a los antepasados del escritor a principios del siglo XIII entre los nobles güelfos . Su Crónica, sin embargo, trata principalmente sobre la historia de Florencia desde la antigüedad (su legendaria fundación por César en el 70 a. C.) hasta 1385. Bonaiuti dedica una parte importante del trabajo a la destrucción causada a Florencia y Fiesole por el peste bubónica de la peste negra en el siglo XIV. Para la primera parte de la obra de Bonaiuti hasta 1348 se basó en la  Nuova Cronica de Giovanni Villani, Para la primera parte del trabajo de Bonaiuti hasta 1348 se basó en la Nuova Cronica de Giovanni Villani, pero después de eso se aparta de la obra de Villani. Su propio trabajo se centra principalmente en Florencia, mientras que el de Villani se extendió por otras partes de Europa, sin una devoción particular a ninguna zona geográfica.
Bonaiuti dedica en su Crónica tanto esfuerzo a las "noticias" actuales de la época, especialmente en lo que respecta a la Peste Negra, como a la historia antigua de siglos anteriores. Su relato de los acontecimientos florentinos hasta 1367 contiene pocos detalles. Esto aumenta para los años 1368 a 1372, pero para 1373-74 los detalles son nuevamente escasos. Desde 1375 hasta la muerte de Bonaiuti, hay de nuevo muchos detalles de las noticias actuales de Florencia.
Un pasaje de la Cronaca fiorentina de Bonaiuti habla de la tasa de mortalidad y las pequeñas virtudes de las personas que viven en condiciones tan extremas de la peste que sufrió Florencia en 1348. La peste no solo mató a la gente, sino que también mató a sus animales domésticos, incluidos perros y gatos y su ganado, como bueyes, burros, ovejas y gallinas. La enfermedad llegó a Florencia en marzo de 1348 y no dejó de matar hasta septiembre de ese año.
La Cronaca fiorentina explica que los médicos de la época no tenían idea de cómo combatir esta plaga mortal, ya que la medicina de la época no tenía defensa contra ella. Causó tal terror que incluso los miembros de la familia se abandonaron entre sí. Si alguien se enfermaba, sus parientes le decían que se fuera a la cama, mientras podían ir a buscar al médico. Pero al salir de casa no volverían. Una vez que un paciente estaba en cama, por lo general no recibía más atención, ni siquiera comida o agua.
El trabajo también describe los síntomas de la enfermedad, que eran un bubón.en el área de la ingle o la axila. Esto generalmente iba seguido de fiebre, y el paciente escupía saliva o sangre. Aquellos que escupían sangre nunca sobrevivieron, y la mayoría con estos síntomas morirían en unos pocos días. Había tanto miedo de contraer la peste por el simple hecho de estar cerca de personas enfermas que sus parientes los abandonaron. Muchas personas murieron simplemente por quedarse solas sin ningún tipo de ayuda: sin asistencia médica, enfermería o incluso comida, si habían indicado que estaban enfermas. No había nada que hacer más que irse a la cama y morir. Nadie entraría en una casa que tuviera una plaga. La gente ni siquiera trataría con una persona sana si sospechara que proviene de una casa enferma. Nadie entraría en una casa abandonada si los que están en ella hubieran muerto de la plaga. Todo en la casa parecía envenenado.
Un pasaje de la crónica de Bonaiuti cuenta cómo la mayoría de las iglesias se vieron abrumadas por los entierros, por lo que cavaron fosas profundas comunes. Los responsables de deshacerse de los cuerpos los llevaron a la fosa común, los arrojaron y agregaron tierra. Llegaron más cadáveres al día siguiente, sobre lo que se colocó más tierra, y pronto las fosas comunes se llenaron de capas de cadáveres. Las personas dispuestas a llevar cadáveres a las tumbas estaban muy bien pagadas y se les llamaba beccamorti , o buitres. Algunos hicieron una fortuna en el trabajo, si no morían ellos mismos de la plaga.
Bonaiuti relata cómo en los meses de la Peste Negra, las mercancías se volvieron muy caras. Los precios de los alimentos aumentaron astronómicamente. Los servicios de todo tipo también se volvieron muy caros. La cera era muy escasa, por lo que pocos podían permitirse una libra de peso. El gobierno de la ciudad finalmente tuvo que imponer un límite al precio de la cera, para que la gente pudiera permitirse el lujo de velas para la luz y para los pocos funerales que se llevaban a cabo, pero solo se podían llevar dos velas en cualquier funeral. El costo de la ropa funeraria se multiplicó por diez. Finalmente, se suspendió la costumbre de vestirse con ropa cara para un funeral.
La Cronaca fiorentina explica que los traficantes de especias y beccamorti vendían artículos funerarios, como artículos aromatizados con especias, bancos, ataúdes, cementerios, féretros y cojines, a precios escandalosamente altos, de modo que el gobierno finalmente tuvo que intervenir y controlar tales precios. También prohibió la costumbre de tocar las campanas durante un funeral, para limitar el conocimiento de cuántos funerales había en realidad. También estaba prohibido gritar un anuncio fúnebre. Saber cuántos funerales se desanimaba tanto a los enfermos como a los sanos. Sacerdotes y frailesservían a los ricos, ya que se les pagaba grandes cantidades de dinero por sus servicios y podían hacerse ricos ellos mismos. Luego, las autoridades locales promulgaron leyes que prescribían cuántos clérigos podía tener una iglesia, generalmente estableciendo el límite en seis. Muchos ricos murieron y muchas procesiones religiosas con reliquias recorrieron las calles de Florencia. Los muertos serían llevados por cuatro beccamorti y un oficinista tonsurado que portaba una cruz cristiana , cada uno de los cuales quería ser bien pagado.
Bonaiuti deja en claro que la plaga mató a tanta gente que se establecieron ciertas costumbres nuevas. Se prohibió la entrada a Florencia de frutas con un centro de nuez, almendras sin pelar, higos y frutas "insalubres", por temor a traer la pestilencia. Los hombres se reunían y cenaban juntos. Cada noche, un hombre proporcionaba la comida cocinada a otros diez hombres, rotando de noche en noche como anfitrión. Muchas veces un anfitrión proporcionaba la cena para diez, pero faltaban dos o tres. A menudo, a la noche siguiente, solo uno de los diez seguía presente, los otros nueve habían muerto o habían huido de la ciudad a aldeas fuera de ella, para tomar aire fresco, pero se llevaron la plaga y contaminaron aldeas por lo demás saludables. Así, la pestilencia se extendió, matando personas a un ritmo cada vez más rápido.
La Cronaca fiorentina también explica que las cofradías florentinas no funcionaron durante la epidemia de peste del siglo XIV. Las tiendas de artesanía estaban cerradas, al igual que las tabernas, y solo las boticas y las iglesias permanecieron abiertas durante el desastre. El cobro excesivo de ciertos bienes y servicios muestra la moralidad de quienes los proporcionan, y la velocidad a la que la plaga mató a la gente hizo ricos a los boticarios y médicos. Otros enriquecidos por la alta tasa de mortalidad fueron los avicultores, los sepultureros, los tenderos que vendían verduras y los que hacían cataplasmas para aliviar la enfermedad de la enfermedad.